# 德魯日巴 (溫基夫齊區)
49°4′3″N 27°25′48″E / 49.06750°N 27.43000°E
德魯日巴（烏克蘭語：Дружба）是位於烏克蘭西部的村莊，由赫梅利尼茨基州裡赫梅利尼茨基區的溫基夫齊市鎮負責管轄。該村始建於1493年，面積0.22平方公里，海拔高度306米，2001年人口54，人口密度每平方公里242.2人。